# Крис Тъкър
Кристофър Тъкър (на английски: Christopher Tucker), по-известен като Крис Тъкър, (роден на 31 август 1971 г.) е американски актьор и комик. Познат е с ролите си на Смоуки във филма „Петък“ (1995) и детектив Джеймс Картър във филмовата поредица „Час пик“ (1998 – 2007).